# Ozzy Live
Ozzy Live es un álbum en directo de archivo de Ozzy Osbourne, lanzado por Epic/Legacy en 2012.
El disco fue lanzado como LP doble, en edición limitada de 180 gramos, incluyendo canciones grabadas durante el Blizzard of Ozz Tour, con Randy Rhoads.
El álbum fue editado el día 21 de abril, conocido en los EE. UU. como "Record Store Day" (día de las tiendas de discos).
Estas canciones aparecieron unos meses antes incluidas en el box set recopilatorio "Blizzard Of Ozz / Diary Of A Madman - 30th Anniversary Collectors Edition".

## Lista de canciones
Lado A
1. «I Don't Know»
2. «Crazy Train»
3. «Believer»
4. «Mr. Crowley»

Lado B
1. «Flying High Again»
2. «Revelation (Mother Earth)»
3. «Steal Away (The Night)»

Lado C
1. «Suicide Solution»
2. «Iron Man»
3. «Children of the Grave»
4. «Paranoid»

Lado D
1. «Goodbye to Romance» (2010 Guitar And Vocal Mix)
2. «RR»

## Personal
- Ozzy Osbourne - voz
- Randy Rhoads - guitarra
- Rudy Sarzo - bajo
- Tommy Aldridge - batería